# Sismos intraplacas
Sismos intraplaca são os sismos tectónicos que ocorrem no interior de placas tectónicas. Ocorrem devido a pequenas tensões tectónicas localizadas (a que alguns sismólogos denominam tectónicas domésticas), abatimentos em antigas falhas tectónicas ou riftes abortados.
Este fenómeno não está ainda contudo plenamente compreendido, e não existe uma explicação científica aplicável a todas as situações conhecidas..
A sismicidade intraplaca possui um carácter mais difuso do que a sismicidade interplaca.
Representam cerca de 5% da sismicidade tectónica global.
De acordo com estudos de Hindi, este tipo de sismo é, em geral menos destrutivo do que o que ocorre próximo à um limite convergente de placas.
Distinção entre sismos intraplaca e sismos interplaca
Os sismos intraplaca ocorrem em falhas activas no interior das placas litosféricas enquanto que os sismos interplaca ocorrem em falhas nas fronteiras das placas litosféricas.